# Diastema morata
Diastema morata là một loài bướm đêm trong họ Noctuidae.